# Wojciech Kowalczyk
Wojciech Kowalczyk (Warschau, 14 april 1972) is een voormalig profvoetballer uit Polen die als aanvaller speelde. Hij sloot zijn actieve carrière in 2004 af bij APOEL Nicosia. In 1992 werd hij in eigen land uitgeroepen tot Pools voetballer van het jaar.

## Clubcarrière
Kowalczyk speelde een groot deel van zijn carrière in zijn vaderland voor Legia Warschau. In 1994 trok hij naar het buitenland en verdiende hij zijn brood in Spanje en later Cyprus.

## Interlandcarrière
Kowalczyk kwam 39 keer (elf doelpunten) uit voor de nationale ploeg van Polen in de periode 1991–1999. Hij maakte zijn debuut op 21 augustus 1991 in de vriendschappelijke thuiswedstrijd tegen Zweden (2-0), net als verdediger Tomasz Wałdoch en collega-aanvaller Grzegorz Mielcarski. Hij nam in dat duel het openingsdoelpunt voor zijn rekening.
Een jaar later had Kowalczyk een groot aandeel in het behalen van de zilveren medaille bij de Olympische Spelen in Barcelona. Hij maakte daar vier doelpunten in zes duels voor de Poolse selectie onder leiding van bondscoach Janusz Wójcik. Kowalczyk vormde een succesvol aanvalsduo met Andrzej Juskowiak, die met zeven treffers uit zes duels uitgroeide tot topscorer van het olympisch toernooi.
Zijn 39ste en laatste interland speelde Kowalczyk op 31 maart in de EK-kwalificatiewedstrijd tegen Zweden, die met 1-0 verloren werd door een doelpunt van Fredrik Ljungberg. Hij droeg tweemaal de aanvoerdersband tijdens zijn interlandloopbaan.

### Interlands
| No. | Datum             | Locatie                | Tegenstander | Uitslag | Type            | Opm     | Goals      |
| --- | ----------------- | ---------------------- | ------------ | ------- | --------------- | ------- | ---------- |
| 1.  | 21 augustus 1991  | Gdynia                 | Zweden       | 2-0     | Oefenduel       | 90'     | 58'        |
| 2.  | 11 september 1991 | Eindhoven              | Nederland    | 1-1     | Oefenduel       | in 72'  |            |
| 3.  | 13 november 1991  | Poznań                 | Engeland     | 1-1     | EK-kwalificatie | in 79'  |            |
| 4.  | 19 mei 1992       | Salzburg               | Oostenrijk   | 4-2     | Oefenduel       | 90'     | 64'        |
| 5.  | 26 augustus 1992  | Pietarsaari            | Finland      | 0-0     | Oefenduel       | in 55'  |            |
| 6.  | 9 september 1992  | Mielec                 | Israël       | 1-1     | Oefenduel       | 90'     |            |
| 7.  | 23 september 1992 | Poznań                 | Turkije      | 1-0     | WK-kwalificatie | in 62'  |            |
| 8.  | 14 oktober 1992   | Rotterdam              | Nederland    | 2-2     | WK-kwalificatie | uit 67  | 21'        |
| 9.  | 26 november 1992  | Buenos Aires           | Argentinië   | 0-2     | Oefenduel       | 90'     |            |
| 10. | 29 november 1992  | Montevideo             | Uruguay      | 1-0     | Oefenduel       | in 46'  | Kreeg geel |
| 11. | 1 februari 1993   | Nicosia                | Cyprus       | 0-0     | Oefenduel       | 90'     |            |
| 12. | 3 februari 1993   | Ramat Gan              | Israël       | 0-0     | Oefenduel       | 90'     |            |
| 13. | 27 oktober 1993   | Istanboel              | Turkije      | 1-2     | WK-kwalificatie | uit 54' | 18'        |
| 14. | 17 november 1993  | Poznań                 | Nederland    | 1-3     | WK-kwalificatie | 90'     |            |
| 15. | 9 februari 1994   | Santa Cruz de Tenerife | Spanje       | 1-1     | Oefenduel       | 90'     | Kreeg geel |
| 16. | 23 maart 1994     | Saloniki               | Griekenland  | 0-0     | Oefenduel       | uit 45' |            |
| 17. | 4 mei 1994        | Krakau                 | Hongarije    | 3-2     | Oefenduel       | 90'     |            |
| 18. | 17 mei 1994       | Katowice               | Oostenrijk   | 3-4     | Oefenduel       | uit 45' |            |
| 19. | 17 augustus 1994  | Radom                  | Wit-Rusland  | 1-1     | Oefenduel       | uit 45' |            |
| 20. | 4 september 1994  | Ramat Gan              | Israël       | 1-2     | EK-kwalificatie | 90'     |            |
| 21. | 25 april 1995     | Zabrze                 | Israël       | 4-3     | EK-kwalificatie | 90'     | 54' 40'    |
| 22. | 7 juni 1995       | Zabrze                 | Slowakije    | 5-0     | EK-kwalificatie | uit 45' |            |
| 23. | 29 juni 1995      | Recife                 | Brazilië     | 1-2     | Oefenduel       | uit 63' |            |
| 24. | 16 augustus 1995  | Parijs                 | Frankrijk    | 1-1     | EK-kwalificatie | uit 61' |            |
| 25. | 1 mei 1996        | Mielec                 | Wit-Rusland  | 1-1     | Oefenduel       | 90'     | 8'         |
| 26. | 2 juni 1996       | Moskou                 | Rusland      | 0-2     | Oefenduel       | uit 39' | Aanvoerder |
| 27. | 26 februari 1997  | Goiânia                | Brazilië     | 2-4     | Oefenduel       | in 46'  |            |
| 28. | 12 maart 1997     | Ostrava                | Tsjechië     | 1-2     | Oefenduel       | uit 80' |            |
| 29. | 2 april 1997      | Chorzów                | Italië       | 0-0     | WK-kwalificatie | in 44'  |            |
| 30. | 6 september 1997  | Warschau               | Hongarije    | 1-0     | Oefenduel       | 90'     |            |
| 31. | 24 september 1997 | Olsztyn                | Litouwen     | 2-0     | Oefenduel       | uit 69' | 55'        |
| 32. | 7 oktober 1997    | Chisinau               | Moldavië     | 3-0     | WK-kwalificatie | uit 60' |            |
| 33. | 25 maart 1998     | Warschau               | Slovenië     | 2-0     | Oefenduel       | uit 69' | 37'        |
| 34. | 22 april 1998     | Osijek                 | Kroatië      | 1-4     | Oefenduel       | uit 79' |            |
| 35. | 10 november 1998  | Bratislava             | Slowakije    | 3-1     | Oefenduel       | uit 81' | 66' 75'    |
| 36. | 3 februari 1999   | Ta' Qali               | Malta        | 1-0     | Oefenduel       | uit 71' |            |
| 37. | 10 februari 1999  | Ta' Qali               | Finland      | 1-1     | Oefenduel       | 90'     | 1'         |
| 38. | 27 maart 1999     | Londen                 | Engeland     | 1-3     | EK-kwalificatie | in 68'  |            |
| 39. | 31 maart 1999     | Chorzów                | Zweden       | 0-1     | EK-kwalificatie | in 70'  |            |

## Erelijst
Legia Warschau
- Pools landskampioen

1994, 1995, 2002
- Pools bekerwinnaar

1994
- Poolse Supercup

1995
- Pools voetballer van het jaar

1992
 Anorthosis Famagusta
- Cypriotisch bekerwinnaar

2002, 2003
- Topscorer Cypriotische A Divizion

2002
 APOEL Nicosia
- Cypriotisch landskampioen

2004
 Polen
- Olympische Spelen

Barcelona 1992 →  zilveren medaille